# Бушенна, Мохамед-Амин
Моха́мед-Ами́н Бушенна́ (фр. Mohamed-Amine Bouchenna; родился 15 июня 2006, Бомон-сюр-Уаз) — французский футболист, нападающий клуба «Клермон».

## Клубная карьера
Бушенна выступал за детские и юношеские команды французских клубов «Меру Сандикур», «Амбленвиль Сандикур», «Шамбли», «Истр Рассуэн» и «Истр». В июле 2021 года присоединился к футбольной академии клуба «Клермон». В ноябре 2022 года подписал с «Клермоном» свой первый профессиональный контракт. 4 мая 2024 года дебютировал в основном составе «Клермона» в матче французской Лиги 1 против «Монако».

## Карьера в сборной
Выступал за сборные Франции до 16, до 17 и до 18 лет.